# Carretera de Los Campitos
La carretera de Los Campitos o   TF-111 , en Santa Cruz de Tenerife (Canarias, España), constituye la única vía de acceso a las poblaciones situadas en la zona de Los Valles y Los Campitos. Tiene su origen en la calle Obispo Pérez Cáceres en el barrio de Uruguay y, tras recorrer las poblaciones de Los Campitos, Valle Jiménez y Valle Tabares, termina en la carretera general Santa Cruz-Laguna en la localidad lagunera de La Cuesta.
Esta carretera es utilizada por los habitantes de los lugares que atraviesa y por algunos conductores que quieren evitar los atascos que se producen en la TF-180.